# Ченни, Квинто
Квинто Ченни (20 марта 1845 — 13 августа 1917) — итальянский художник, гравер, литограф и иллюстратор, который специализировался в первую очередь на изображении униформы.

## Биография
Квинто Ченни родился в Имоле, в Папском государстве, в семье либеральных взглядов; часть его родственников позднее примкнула к Джузеппе Гарибальди. Отец будущего художника умер в 1856 году, после чего пути его детей разошлись. Квинто был отправлен в Болонью, где грант магистрата города Имола позволил ему поступить в местную Академию Художеств. Вскоре он увлекся новыми по тем временам технологиями в живописи, и с 1862 по 1867 годы изучал ксилографию у Франческо Ратти. В 1867 году, через три года после смерти матери, художник переехал в Милан, где продолжил обучение в Академии Брера.
В то время фотография все ещё была сложным и трудоёмким делом, поэтому у Ченни была возможность развить свои навыки гравера и литографа, создавая изображения для многочисленных иллюстрированных журналов, которые появились в Милане после Рисорджименто. После 1870 года он работал в многочисленных периодических изданиях, в частности в «Emporio pittoresco» и «L'Illustrazione Italiana».  С 1887 по 1897 год он был редактором «L'Illustrazione Militare Italiana».
К тому времени Ченни уже решил специализироваться на изображениях военной формы, тратя много часов на исследования, чтобы убедиться, что детали униформы и снаряжения были изображены точно. Иногда он даже консультировался с иностранными экспертами. Ченни стремился сделать изображения повседневной жизни в казармах такими же интересными для зрителя, как и изображения манёвров.
Даже после начала Первой мировой войны пожилой художник пытался продолжать творчество и участвовать в общественной жизни,  но это становилось все труднее. Гвидо Ченни умер в Карате-Брианце до окончания войны.

## Творчество
С 1878 по 1916 год Гвидо Ченни опубликовал более дюжины альбомов, в которых была представлена униформа итальянской армии, в том числе альбомы о берсальерах (1886), гренадерах (1887) и карабинерах (1894). Гвидо Ченни также интересовался историей итальянской военной формы; особую ценность представляет его альбом, посвящённый Неаполитанской армии Иоахима Мюрата, участвовавшей, в частности, в походе на Россию в 1812 году.
Кроме создания альбомов униформы, издания и иллюстрирования журналов, Гвидо Ченни работал также, как иллюстратор книг. Ему принадлежат иллюстрации к книгам Алессандро Мандзони, Массимо Д’Адзельо и Франческо Доменико Гверрацци.
Сотни работ художника в настоящее время хранятся в Национальном музее в замке Сант-Анджело в Риме, и в музее Рисорджименто в Милане. В 2000 году пятьдесят ранее неопубликованных работ были представлены на выставке в Нью-Йорке.

## Галерея
- Неаполитанская армия эпохи Наполеона
- 2-й полк линейной пехоты.
- 1-й полк лёгкой пехоты.
- Артиллерия королевской гвардии маршала Мюрата.
- Кирасир.
- Военные инженеры.
- Неаполитанский гренадер в России в 1812 году.
- Военные моряки королевской гвардии.
- Конная артиллерия.
- Полковые музыканты, сапёр и тамбурмажор 1-го полка лёгкой пехоты.
- Трубач гусарского полка Королевской гвардии.

- Другие работы
- Порт и флот Генуи в начале XIV века.
- Генуэзский флот.
- Рыцари, арбалетчики и пехотинцы Генуи. 1300-1339. Так выглядели и войска генуэзцев в Крыму.
- Битва при Мелории (1284).
- Офицеры и адмиралы итальянского флота, в униформе, современной художнику.
- Итальянские колониальные войска в Ливии, в униформе, современной художнику.